# Palazzo Giustinian Businello

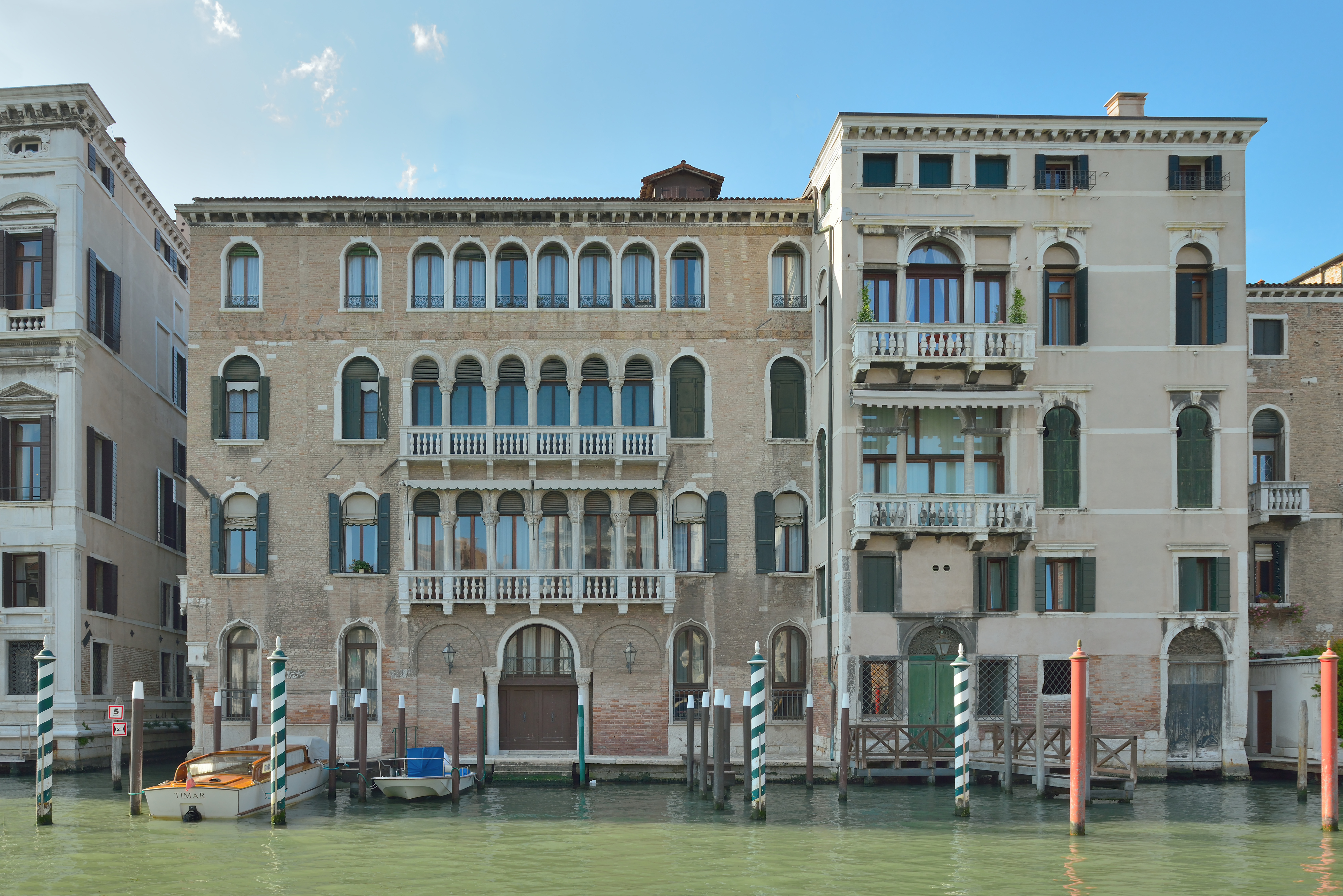
Palazzo Giustinian Businello

Palazzo Giustinian Businello ist ein Palast in Venedig in der italienischen Region Venetien. Er liegt im Sestiere San Polo mit Blick auf den Canal Grande, rechts neben dem Palazzo Papadopoli.

## Geschichte
Dieser Palast wurde im 13. Jahrhundert im Auftrag der Familie Morosini errichtet. Später fiel er an die Familie Giustinian.
Im 18. Jahrhundert gehörte er den Businellos, wovon der zweite Namensteil abgeleitet ist.
Im 19. Jahrhundert wohnte dort Maria Taglioni, die Ballerina, die auch für ihre mondänen Affären bekannt war.

## Beschreibung
Die Fassade des Palazzo Giustinian Businello gewährt einen Blick auf die Charakteristiken des venezianisch-byzantinischen Speicherhauses, wie es sich vom 15. bis zum 19. Jahrhundert trotz der verändernden Eingriffe zeigte.
Als Zeugen der ursprünglichen Ausstattung blieben die Portale, einst Teil des Portikus mit Zugang zum Kanal im Erdgeschoss, und in den Hauptgeschossen in der Mitte die Mehrfachfenster mit ihren Balustern. Erhalten geblieben sind auch die alten Halbreliefe.
Die übrigen Fensteröffnungen, Einzelfenster, die symmetrisch zu den mittleren Fenster angeordnet sind, und das dritte Mehrfachfenster im dritten Obergeschoss sind das Ergebnis späterer Restaurierungen und Umbauten.